# Space Quest
Space Quest ist eine Reihe von sechs Grafikadventures, die zwischen 1986 und 1995 durch den ehemaligen Computerspiele-Hersteller Sierra On-Line veröffentlicht worden sind. Sierra produzierte auch sämtliche Teile bis auf Space Quest V, das von der Tochterfirma Dynamix entwickelt wurde. Die als Parodie auf Science-Fiction-Themen wie vor allem Star Wars und Star Trek angelegte Handlung stammt in den ersten vier Teilen von den Entwicklern Scott Murphy und Mark Crowe, die sich selbst auch als Two Guys from Andromeda bezeichnen. Für den fünften Teil zeichnete Crowe, der inzwischen zu Dynamix gewechselt war, allein verantwortlich. Am sechsten Teil arbeitete wiederum Scott Murphy zusammen mit Josh Mandel.
Hauptperson der Handlung ist der Weltraum-Hausmeister Roger Wilco, der in einer humorvollen Mischung aus Unwissen, Ungeschick und Zufall immer wieder zum Retter der Welt wird, wobei mit Ausnahme des Spielers niemand die Zusammenhänge erkennt, weshalb er für seine bei der Rettung begangenen Verstöße gegen nachrangige oder völlig unsinnige Vorschriften häufig noch zur Rechenschaft gezogen wird, statt als Held gefeiert zu werden.

## Beschreibung
Der erste Titel erschien im Oktober 1986. Dieses Erstlingswerk sowie der zweite Teil verwendeten in der PC-Version die damals neue EGA-Grafik (16 Farben), die Amiga-Version hatte 32 Farben. Über einen Textparser konnten der Spielfigur Befehle gegeben werden, mit den Pfeiltasten wurde sie über den Bildschirm bewegt.
Das Spiel gewann dank seines Humors schnell Kult-Charakter, sodass in den darauf folgenden Jahren mehrere Fortsetzungen erschienen. Es gibt bis jetzt sechs offizielle Space-Quest-Spiele. Der erste Teil der Serie wurde 1991 mit VGA-Grafik, Soundkarten-Unterstützung und einer Point-and-Click-Steuerung statt des alten Textparsers neu veröffentlicht. Mit der 2006 veröffentlichten Space Quest Collection wurden die Spiele erstmals in einer mit dem Betriebssystem Windows XP kompatiblen Version angeboten und als Space Quest 1+2+3 und Space Quest 4+5+6 sind sie heute über die Plattform GOG.com mit vorkonfigurierter DOSBox oder ScummVM für moderne Betriebssysteme erhältlich.
Der Name des Hauptdarstellers Roger Wilco hat eine besondere Bedeutung: Roger ist die von 1927 bis 1957 im Funkalphabet der US-Armee gebräuchliche Bezeichnung für den Buchstaben R, die auch als Abkürzung für Received also habe Information erhalten verwendet wird. Wilco ist die in der standardisierten Sprache des Funkverkehrs verwendete Abkürzung für Will comply, also Werde befolgen.

## Die Spiele (Originaltitel)
- Space Quest: Chapter I – The Sarien Encounter (Original 1986) bzw. Space Quest I: Roger Wilco in the Sarien Encounter (VGA-Remake 1991)
- Space Quest II: Chapter II – Vohaul's Revenge (1987)
- Space Quest III: The Pirates of Pestulon (1989)
- Space Quest IV: Roger Wilco and the Time Rippers (1991)
- Space Quest V: Roger Wilco – The Next Mutation (1993)
- Space Quest 6: Roger Wilco in The Spinal Frontier (1995)

Der erste Teil erschien erstmals 1986. Als 1987 Space Quest II erschien, wurde auch der erste Teil noch einmal umfassend überarbeitet und erschien als Version 2.0. Zum zehnjährigen Jubiläum des Herstellers Sierra On-Line erschien 1991 eine ganz neue Version des ersten Teils mit VGA-Grafik und 256 Farben.
Als Gerüchte über einen siebten Teil im Umlauf waren, zerschlug sich diese Hoffnung der Fans aber wieder, nachdem offiziell bekannt gegeben worden war, dass ein begonnenes Projekt gescheitert war. Fans der Space-Quest-Reihe veröffentlichten außerdem diverse Fanadventures.

## SpaceVenture
Im April 2012 teilten Mark Crowe and Scott Murphy mit, sie hätten sich für die Entwicklung eines neuen Adventures wieder zusammengetan und eine Entwicklungsfirma namens Guys From Andromeda gegründet. Auch Gary Owens sei mit dabei, der Erzähler aus Space Quest IV und 6. Eine Crowdfunding-Kampagne auf der Plattform Kickstarter sollte 500.000 US-Dollar für die Produktion eines neuen Spiels namens SpaceVenture einbringen; etwa 540.000 Dollar konnten tatsächlich eingesammelt werden.
Der ursprünglich für Februar 2013 angekündigte Veröffentlichungstermin konnte jedoch nicht eingehalten werden. Mark Crowe and Scott Murphy entschuldigten sich zwischenzeitlich mehrfach dafür, aus Unerfahrenheit unterschätzt zu haben, mit welchen Schwierigkeiten bei einem Entwicklungsprojekt zu rechnen sei. Im Februar 2015 verstarb Gary Owens, der bereits in Space Quest IV und 6 die englische Stimme des Erzählers übernommen hatte und im Team für das SpaceVenture-Projekt fest eingeplant war. Zuletzt sei das Projekt infolge einer sehr schweren Erkrankung ihrer jeweiligen Eltern ins Stocken gekommen. Im August 2020 erhielten Unterstützer, die mindestens 30 Dollar in das Projekt investiert hatten, eine E-Mail-Einladung zur Teilnahme am Test einer frühen Beta-Version für Windows. Aber auch eineinhalb Jahre später ist noch keine finale Version erschienen.